# Domingo Jean
Domingo Jean Luisa (nacido el 9 de enero de 1969 en San Francisco de Macorís) es un ex lanzador dominicano que jugó en las Grandes Ligas de Béisbol. Duró parte de una temporada  en las Grandes Ligas, lanzando en 10 partidos para los Yankees de Nueva York en 1993.

## Carrera

### White Sox
Jean fue firmado originalmente por los Medias Blancas de Chicago como amateur en 1989. Comenzó su carrera profesional con los GCL White Sox la siguiente temporada, y en 1991 lanzó para los South Bend White Sox. El 10 de enero de 1992, Jean fue cambiado a los Yankees como parte de un canje por el segunda base Steve Sax.

### New York Yankees
Jean fue asignado a los Fort Lauderdale Yankees para iniciar la temporada de 1992. Lanzó la mayor parte del año allí, aunque al final de la temporada fue promovido al equipo Doble-A los Albany-Colonie Yankees como abridor.
En 1993, Jean dividió el año entre tres niveles de ligas menores antes de hacer su debut en Grandes Ligas el 8 de agosto. Comenzó el juego de ese día contra los Mellizos de Minnesota, lanzando 6.2 entradas y permitiendo cuatro carreras. Aunque Jean no obtuvo la decisión, los Yankees ganaron el juego 8-6. Ganó su única victoria de Grandes Ligas el 20 de agosto a los Reales de Kansas City, lanzando siete entradas y permitiendo apenas dos carreras. Terminó la temporada con un récord de 1-1 con una efectividad de 4.46.
Después de la temporada, Jean fue canjeado a los Astros de Houston junto con Andy Stankiewicz por Xavier Hernandez.

### ÚLtimos años en ligas menores
Jean abrió la temporada de 1994 en las ligas menores con el equipo Triple-A Tucson Toros. Sin embargo, debido a las lesiones, apareció en solo seis partidos. Al año siguiente, comenzó la temporada con Tucson, pero fue cambiado a los Rangers de Texas en mayo. Fue asignado a los Oklahoma City 89ers, donde lanzó tanto como abridor y relevista. Sin embargo, se fue solo 3-8 con una efectividad de 6.14. A finales de la temporada, fue adquirido por la organización de los Rojos de Cincinnati, donde apareció en dos juegos para los Indios de Indianápolis.
En 1996, Jean se convirtió en un relevista de tiempo completo. Pasó la mayor parte del año con el equipo Doble-A Chattanooga Lookouts, donde compiló 31 salvamentos en solo 39 juegos. Volvió a  Chattanooga el año siguiente, pero después de llegar a una efectividad de 9.75 en 10 juegos prescindieron de él.
Después de pasar 1998 en la organización de los Rockies de Colorado, Jean firmó con el equipo independiente Bridgeport Bluefish en 1999. En el 2000, regresó a la organización de los Yankees, donde pasó las siguientes tres temporadas entre el Doble-A Norwich Navigators y el Triple-A Columbus Clippers. En 2003, Jean lanzó su última temporada profesional con los Langosteros de Cancún de la  Liga Mexicana.